# Mapillary
Mapillary er en service udviklet af et svensk firma fra Malmö, der crowdsourcer geotaggede billedsekvenser (typisk 1 billede hver 2 sek) primært optaget på vejnettet ved hjælp af almindelige Smartphones monteret i forruden i frivilliges biler. Servicen bruges primært af diverse projekter/kunder til kortlægningsaktiviter, men kan også bruges af almindelige brugere som "gadefotos" eller fremvisning af f.eks. Mountainbike spor, Turistattraktioner eller andre områder af generel interesse.
Mapillary er ejet af Meta Platforms, Inc..

## Baggrund
Projektet startede i september 2013 med en app til iPhone, der blev udgivet i november 2013, denne blev efterfulgt af en app til Android i januar 2014.
Mapillary fik rejst $1,5 million i startkapital gennem en gruppe investorer ledet af Sequoia Capital i januar 2015

## Funktioner
Mapillarys services består henholdsvis af en hjemmeside og apps til Android & IPhone
Mapillary nåede 5. October 2017 200 million fotos. Der er en live tæller på Mapillarys hjemmeside.
Mapillary fotos, millioner

## Licens
Billederne på Mapillary udgives under Creative Commons CC-BY-SA 4.0.. Der er explicit tilladelse til afledning af data fra billederne ved bidrag til OpenStreetMap og Wikimedia Commons.

## Anvendelse
- I de 2 vigtigste OSM editorer (iD & JOSM) er Mapillary integreret således at man kan se og bruge billederne direkte i dem.
- Mapillary er integreret i Open source navigationsappen OsmAnd, således at man på afstand kan få et indtryk af de veje & stier mm man evt påtænker at bruge.
- Brugere af vejviseren krak.dk kan se "gadefotos" (se funktion nederst i højre hjørne).
- Brugere af navigationstjenesten HERE (firma)'s Map Creator kan anvende Mapillary billeder [7]

## Lignende services
- Street View